# كريس رايت (لاعب كرة سلة مواليد 1988)
كريس رايت (بالإنجليزية: Chris Wright)‏ مواليد 30 سبتمبر 1988 في تروتوود، هو لاعب كرة سلة أمريكي بدأ مسيرته الاحترافية في سنة 2011 ويحمل الرقم 33. يبلغ طوله 6 قدم 8 بوصة (2.0 م).

## فرق لعب لها
- غولدن ستايت ووريورز
- ميلووكي باكز

## إحصائيات المسيرة

### الرابطة الوطنية لكرة السلة

#### الموسم الاعتيادي
| السنة   | الفريق              | لعب | بدأ | دقيقة | ميداني% | ثلاثية | حرة  | ارتداد | صنع | استلاب | تصدي | نقطة |
| ------- | ------------------- | --- | --- | ----- | ------- | ------ | ---- | ------ | --- | ------ | ---- | ---- |
| 2011–12 | غولدن ستايت ووريورز | 24  | 1   | 7.8   | .511    | .000   | .774 | 1.9    | .2  | .3     | .5   | 2.9  |
| 2013–14 | ميلووكي باكز        | 8   | 0   | 15.8  | .600    | .000   | .400 | 2.5    | .6  | .9     | .6   | 6.0  |
| المسيرة |                     | 32  | 1   | 9.7   | .550    | .000   | .652 | 2.0    | .3  | .4     | .6   | 3.7  |

## روابط خارجية
- كريس رايت على موقع الدوري الأوروبي لكرة السلة (الإنجليزية)
- كريس رايت على موقع إن بي أي (الإنجليزية)
- كريس رايت على موقع سبورتس رفرنس (الإنجليزية)
- كريس رايت على موقع كرة السلة الأوروبية.كوم (الإنجليزية)
- كريس رايت على موقع كلية كرة السلة في سبورتس رفرنس.كوم (الإنجليزية)
- كريس رايت على موقع ريلجم (الإنجليزية)
- كريس رايت على موقع بروبوليرز (الإنجليزية)
- كريس رايت على موقع سبورتس رفرنس (الإنجليزية)
- كريس رايت على موقع سبورتس رفرنس (الإنجليزية)